# Басилан
Баси́лан (таг. Basilan) — остров на юге Филиппин.

## Географическое положение
Басилиан — один из 7107 островов, образующих Филиппинский архипелаг, а локально — часть архипелага Сулу, состоящего из 400 островов. Басилан — самый северный из центральных островов архипелага Сулу.
Площадь — 1234,2 км², длина — 66 км, ширина 44 км. Население — 293 322 жителей (2010).
Остров отделен от острова Минданао и портового города Замбоанга проливом Басилан шириной 17 км.
С запада на восток остров пересекает горная цепь, достигающая на северо-западе и юге до 1020 м высоты.

## Население
4/5 территории острова занимает одноимённая провинция с административным центром Исабела. Провинция Басилиан входит в Автономный регион в Мусульманском Минданао.
На острове находятся два города: Исабела, Ламитан и 255 посёлков.

## Административное деление
В административном отношении делится на 11 муниципалитетов и 2 города:

### Города
- Исабела (Isabela City)
- Ламитан (Lamitan City)

### Муниципалитеты
- Акбар (Akbar)
- Аль-Бакра (Al-Barka)
- Хаджи Мохаммад Аджул (Hadji Mohammad Ajul)
- Хаджи Мухтамад (Hadji Muhtamad)
- Лантаван (Lantawan)
- Малусо (Maluso)
- Сумисир (Sumisip)
- Табуан-Ласа (Tabuan-Lasa)
- Типо-Типо (Tipo-Tipo)
- Тубуран (Tuburan)
- Унгкайя-Пукан (Ungkaya Pukan)

## Экономика
70 % территории острова используется под сельскохозяйственные угодья. Среди наиболее значимых продуктов земледелия — кокосы, каучук, кофе, кукуруза, какао, перец и пальмовое масло.